# Зубкин, Сергей Яковлевич
Сергей Яковлевич Зубкин (1898, Омоферово (Омофорово?), Владимирский уезд, Владимирская губерния, Российская империя — 4 марта 1939, Москва, РСФСР, СССР) — заместитель Начальника 1-го спец. отдела НКВД в 1936—1938 гг.; капитан государственной безопасности. Член ВКП(б). В 1939 году приговором ВКВС признан виновным в шпионаже в пользу Германии с 1933 года и участии с 1936 года в антисоветской террористической группе, созданной из работников НКВД, и расстрелян. Реабилитирован в 1955 году.

## Биография
Родился в 1898 году. Русский.
Получил начальное образование. Участвовал в Первой мировой и Гражданской (в РККА) войнах. С 1920 года служил в органах ВЧК-ОГПУ-НКВД, в отделе оперативного учёта, регистрации и статистики (с 19.06.1938 — 1-й спец. отдел), заместителем Начальника которого являлся с 1936 года и до ареста.
Арестован 29 ноября 1938 года; в квартире (Большой Комсомольский переулок, дом 5, квартира 9) и на даче в Жуковке были проведены обыски. Изначально отрицал свою вину в шпионаже и других контрреволюционных преступлениях, однако 11-12 декабря признался, что является агентом германской разведки, завербованным бывшим сотрудником НКВД И. В. Винецким. По предположению историка А. Н. Дугина, «причина столь странного поворота в его поведении, скорее всего, объясняется подсказкой следователя — признайся, что ты был вовлечен в шпионскую деятельность уже арестованным и разоблачённым в шпионаже бывшим сотрудником НКВД И. В. Винецким. И тогда всё может закончиться для тебя благополучно. <…>Ему, конечно же, не показывали материалы следственного дела самого И. В. Винецкого, в котором нет ни слова, ни намека на участие Зубкина в шпионаже. <…>Однако, дело было сделано: своим признанием С. Я. Зубкин обеспечил гарантированный приговор Военной коллегии Верховного Суда СССР и себе самому, и своему „резиденту“ — И. В. Винецкому».

Вопрос: Когда и кем вы были завербованы для шпионской работы против СССР?
Ответ: Шпионом какой-либо иностранной разведки я не был и для шпионской работы меня никто не вербовал.
Вопрос: Вы говорите неправду, вы являетесь агентом иностранных разведок. Следствие предлагает прекратить запирательство и дать правдивые показания, когда и кем вы были завербованы для шпионской работы?
Ответ: После ряда запирательств я решил дать следствию показания о том, что с 1933 года являюсь шпионом германской разведки. Для работы в пользу германской разведки я был завербован в 1933 году агентом германской разведки ВИНЕЦКИМ Игорем Васильевичем. А он в то время работал в Опероде НКВД инженером «ВЧ», то есть по связи телефонно-телеграфной, существовавшей в Опероде НКВД.
<…>
Вопрос: Когда и кем вы были завербованы в террористическую группу, существовавшую в НКВД?
Ответ: В 1936 году я был завербован в террористическую группу, созданную в НКВД, бывшим секретарем НКВД БУЛАНОВЫМ Павлом Петровичем.
<…>
Вопрос: Какие конкретно задания вы получили от БУЛАНОВА?
Ответ: Мне БУЛАНОВ не сказал при моей вербовке о моей роли в террористической группе. Заявил, что, когда будет нужно, он скажет. Но, учитывая подбор участников группы, я хорошо знал, что речь шла о выполнении террористического или диверсионного акта.
<…>
Вопрос: Вы собирались как участники террористической группы?
Ответ: Нет, не собирались, но после ареста БУЛАНОВА я был очень озлоблен против Советской власти, то же проявлял и БЛОХИН. И мы при встречах с ним не раз говорили и обсуждали, что же нам делать, и решили пока заняться очень осторожно вражеской работой, каждый на своих участках работы.
— Из протокола допроса С. Я. Зубкина, декабрь 1938 года. ЦА ФСБ РФ. АСД No P-3054. Т. 1. Л.26-41. Заверенная копия. Машинопись; то же: Л.42-50 об. Рукопись. Подлинник.
В ходе закрытого судебного заседания ВКВС 4 марта 1939 года Зубкин утверждал, что о своей шпионской деятельности «показывал на предварительном следствии без чьего-либо принуждения, но в действительности шпионом… не был». В остальных предъявленных обвинениях признал себя виновным. В тот же день Зубкин был признан ВКВС виновным в совершении преступлений, предусмотренных статьями 58-1 «а», 58-8 и 58-11 УК РСФСР и расстрелян. Похоронен на Донском кладбище.
Определением № 4Н — 012567 ВКВС 19 ноября 1955 года «по вновь открывшимся обстоятельствам» приговор ВКВС от 4 марта 1939 года был отменён; дело Зубкина было прекращено «за отсутствием состава преступления». В прошении заместителя Председателя ВКВС В. В. Борисоглебского Начальнику Управления милиции г. Москвы, Начальнику 1 спецотдела МВД Союза ССР и Главному военному прокурору от 22 декабря 1955 года выдать вдове Зубкина, Екатерине Андреевне, свидетельство о смерти её мужа, указано, что Зубкин, отбывая наказание, умер 23 сентября 1944 года.

## Награды
- Орден Красной Звезды (28.11.1936) — за «особые заслуги в борьбе за упрочение социалистической законности»